# تاریخچه بیوشیمی
تاریخچهٔ بیوشیمی را می‌توان از دوران یونان باستان دانست، زمانی که اندیشمندان به ترکیب و فرایندهای مرتبط با زندگی علاقه‌مند بودند، اگرچه بیوشیمی به‌عنوان یک شاخهٔ علمی مشخص، آغاز خود را در حدود اوایل قرن نوزدهم تجربه کرد. برخی آغاز بیوشیمی را به کشف نخستین آنزیم، دیاستاز (که امروزه آمیلاز نامیده می‌شود) در سال ۱۸۳۳ توسط آنسلم پین نسبت می‌دهند، در حالی که برخی دیگر، نمایش نخستین فرایند بیوشیمیایی پیچیده یعنی تخمیر الکلی در عصاره‌های بدون سلول توسط ادوارد بوخنر را نقطهٔ آغاز بیوشیمی می‌دانند. برخی نیز به اثر تأثیرگذار یوستوس فون لیبیش در سال ۱۸۴۲ با عنوان شیمی حیوانی، یا شیمی آلی در کاربردهای آن در فیزیولوژی و آسیب‌شناسی اشاره می‌کنند، که نظریه‌ای شیمیایی از متابولیسم ارائه داد؛ یا حتی به پژوهش‌های قرن هجدهم آنتوان لاووازیه دربارهٔ تخمیر و تنفس اشاره دارند.
اصطلاح بیوشیمی خود از ترکیب دو کلمه bio به معنی «زندگی» و chemistry به معنی «شیمی» گرفته شده است. نخستین کاربرد این واژه در زبان انگلیسی به سال ۱۸۴۸ بازمی‌گردد، در حالی که در سال ۱۸۷۷، فلیکس هوپه-زایلر این اصطلاح را (به آلمانی: Biochemie) در مقدمهٔ نخستین شمارهٔ نشریهٔ مجلهٔ شیمی فیزیولوژیک به‌عنوان مترادفی برای شیمی فیزیولوژیک به کار برد و خواستار تأسیس مؤسساتی اختصاصی برای مطالعهٔ آن شد. با این وجود، منابع متعددی به شیمیدان آلمانی کارل نئوبرگ به عنوان کسی که این اصطلاح را برای این رشته جدید در سال ۱۹۰۳ ابداع کرده است، اشاره می‌کنند، و برخی آن را به فرانتس هافمایستر نسبت می‌دهند.
موضوع مطالعه در بیوشیمی، فرایندهای شیمیایی در موجودات زنده است و تاریخچهٔ آن شامل کشف و درک اجزای پیچیدهٔ حیات و روشن‌سازی مسیرهای فرایندهای بیوشیمیایی می‌شود. بخش عمده‌ای از بیوشیمی به بررسی ساختار و عملکرد اجزای سلولی مانند پروتئین‌ها، کربوهیدرات‌ها، لیپیدها، اسیدهای نوکلئیک و سایر زیست‌مولکول‌ها اختصاص دارد؛ همچنین به مسیرهای متابولیکی و جریان انرژی شیمیایی در طی متابولیسم می‌پردازد؛ و بررسی می‌کند که چگونه مولکول‌های زیستی فرایندهایی را در درون سلول‌های زنده به‌وجود می‌آورند. بیوشیمی همچنین بر فرایندهای بیوشیمیاییِ دخیل در کنترل جریان اطلاعات از طریق پیام‌دهی بیوشیمیایی تمرکز دارد و بررسی می‌کند این فرایندها چگونه با کارکرد کل ارگانیسم مرتبط‌اند.
در طول حدود ۴۰ سال گذشته [تا زمان نامشخص]، این رشته توانسته است فرایندهای حیاتی را تا اندازه زیادی توضیح دهد؛ به‌طوری که امروزه تقریباً تمامی شاخه‌های علوم زیستی، از گیاه‌شناسی گرفته تا پزشکی، به نوعی درگیر پژوهش‌های بیوشیمیایی هستند.
در میان شمار فراوان زیست‌مولکول‌های گوناگون، بسیاری از آن‌ها مولکول‌هایی بزرگ و پیچیده هستند که پلیمر نامیده می‌شوند و از واحدهای تکرارشوندهٔ مشابهی به نام مونومر تشکیل شده‌اند. هر دسته از زیست‌پلیمرها، مجموعه‌ای متفاوت از انواع مونومرها را داراست. برای مثال، پروتئین پلیمری است که زیرواحدهای آن از میان مجموعه‌ای متشکل از بیست نوع یا بیشتر اسید آمینه انتخاب می‌شوند؛ کربوهیدرات‌ها از قندهایی به نام مونوساکاریدها، الیگوساکاریدها و پلی‌ساکاریدها ساخته می‌شوند؛ لیپیدها از اسیدهای چرب و گلیسرول‌ها تشکیل شده‌اند؛ و اسیدهای نوکلئیک از نوکلئوتیدها ساخته می‌شوند.
بیوشیمی به مطالعهٔ خواص شیمیایی زیست‌مولکول‌های مهمی مانند پروتئین‌ها می‌پردازد و به‌ویژه بر شیمی واکنش‌هایی که به‌وسیلهٔ آنزیم‌ها کاتالیز می‌شوند تمرکز دارد. بیوشیمی متابولیسم سلولی و سامانهٔ درون‌ریز (اندوکرین) به‌طور گسترده‌ای توصیف و بررسی شده است. سایر حوزه‌های بیوشیمی شامل کد ژنتیکی (DNA, RNA)، بیوسنتز پروتئین، انتقال فعال سلولی و ترارسانی است.

## پروتو-بیوشیمی

چهار مزاج. در این نمودار، هر نوع غذا منجر به نتیجه فیزیولوژیکی متفاوتی می‌شود. برای مثال، غذاهای سرد و خشک باعث تولید صفرا می‌شوند.

به یک معنا، می‌توان شروع مطالعه بیوشیمی را در دوران باستان دانست، برای مثال زمانی که زیست‌شناسی برای اولین بار مورد توجه جامعه قرار گرفت - زیرا چینی‌های باستان یک سیستم پزشکی مبتنی بر یین و یانگ و همچنینوو شینگ ایجاد کردند که هر دو ناشی از علایق کیمیاگری و بیولوژیکی بودند. آغاز آن در فرهنگ هند باستان با علاقه به پزشکی مرتبط بود، زیرا آنها مفهوم سه مزاج را که شبیه به چهار مزاج یونانیان بود، توسعه دادند (به مزاج مراجعه کنید). آنها همچنین به این موضوع پرداختند که بدن از بافت‌ها تشکیل شده است. برداشت یونانیان باستان از بیوشیمی با ایده‌های آنها در مورد ماده و بیماری مرتبط بود، جایی که تصور می‌شد سلامتی از تعادل چهار عنصر و مزاج در بدن انسان ناشی می‌شود. همانند اکثر علوم اولیه، جهان اسلام سهم قابل توجهی در پیشرفت‌های اولیه زیست‌شناسی و همچنین پیشرفت‌های کیمیاگری داشت؛ به ویژه با معرفی کارآزمایی بالینی و داروشناسی بالینی که در کتاب قانون ابن سینا ارائه شده است. در حوزه شیمی، پیشرفت‌های اولیه عمدتاً به کاوش در علایق کیمیاگری نسبت داده می‌شد، اما موارد دیگری نیز در این زمینه دخیل بودند: متالورژی، روش علمی و نظریه‌های اولیه مکتب اتم‌گرایی. در دوران اخیر، مطالعه شیمی با نقاط عطفی مانند توسعه جدول تناوبی مندلیف، نظریه اتمی دالتون و نظریه پایستگی جرم مشخص شده است. این مورد آخر از بین این سه مورد، بیشترین اهمیت را دارد، زیرا این قانون، شیمی را به صورت درهم تنیده با ترمودینامیک در هم می‌آمیزد.

## آنزیم‌ها

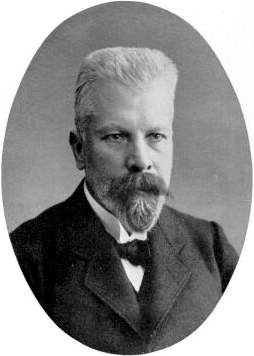
ادوارد بوخنر

از اواخر قرن هجدهم و اوایل قرن نوزدهم، هضم گوشت توسط ترشحات معده و تبدیل نشاسته به قند توسط عصاره‌های گیاهی و بزاق دهان شناخته شده بود. با این حال، سازوکار دقیق این فرایندها هنوز شناسایی نشده بود.
در قرن نوزدهم، لویی پاستور هنگام مطالعه تخمیر در فرآوری غذایی توسط مخمر، به این نتیجه رسید که این تخمیر توسط نیروی حیاتی موجود در سلول‌های مخمر به نام حیات‌گرایی کاتالیز می‌شود، که به نظر او فقط در موجودات زنده عمل می‌کند. او نوشت که «تخمیر الکلی عملی است که با حیات و سازماندهی سلول‌های مخمر مرتبط است، نه با مرگ یا گندیدگی سلول‌ها.»